# Conrad Keller (zoolog)
Conrad Keller, född den 24 januari 1848 i Thurgau, död den 23 mars 1930 i Zürich, var en schweizisk zoolog. 
Keller, som var professor i zoologi vid tekniska högskolan i Zürich, gjorde sig ett namn företrädesvis för sina publikationer om husdjuren, som Naturgeschichte der Haussäugetiere (1905).